# LDE
LDE is een historisch merk van wegrace-motorfietsen.
Frank Desbourough was een technicus uit Wolverhampton die in 1951 een 125 cc wegracer bouwde voor de TT van Man. Hij plande de bouw van een bijzondere machine, met een watergekoelde tweecilinder tweetakt boxermotor. Deze was echter niet op tijd klaar, waardoor hij noodgedwongen een eenvoudige motor met BSA Bantam en Villiers-onderdelen moest gebruiken. Het was waarschijnlijk een van de eerste motorfietsen die waren uitgerust met schijfremmen. De machine presteerde echter niet best waardoor er geen nieuwe pogingen volgden.